# Ausschließbarkeit
Ausschließbarkeit (oder Exkludierbarkeit) ist in der Wirtschaftswissenschaft die Eigenschaft eines Gutes oder einer Dienstleistung, dass Marktteilnehmer vom Konsum oder der Nutzung ausgeschlossen werden können. Pendant ist die Rivalität.

## Allgemeines
Ein Gut hat die Eigenschaft der Ausschließbarkeit, wenn sein Besitzer oder Benutzer verhindern kann, dass andere Wirtschaftssubjekte das Gut nutzen. Die Ausschließbarkeit trifft die Beziehung zwischen Anbieter und Nachfrager, die Rivalität bezieht sich auf die Nachfrager untereinander. Ausschließbarkeit ist notwendig, damit für ein Gut ein Preis oder – bei einem staatlichen Angebot – eine Gebühr durchgesetzt werden kann. Zahlungsunwillige können dadurch vom Kauf oder der Nutzung faktisch oder rechtlich ausgeschlossen werden.
Ökonomische, technologische, institutionelle und/oder normative Gründe können bestimmte Nachfrager vom Konsum ausschließen.

## Einteilung
Die Beziehungen zwischen Ausschließbarkeit und Rivalität lassen sich wie folgt einteilen:
| Ausschließbarkeit vom Konsum                     | Rivalität im Konsum |
| ------------------------------------------------ | --- |
| Beziehung zwischen Anbieter und Nachfrager       | Ausschließbarkeit: ohne Eintrittskarte kein Eintritt ins Kino Nicht-Ausschließbarkeit: kein Bürger kann von der Landesverteidigung ausgeschlossen werden |
| Beziehung zwischen den Nachfragern untereinander | Rivalität: zu wenig Eintrittskarten für eine Veranstaltung Nicht-Rivalität: Straßennetz ohne Verkehrsstaus                                               |

## Maßstab
Gemessen wird die Ausschließbarkeit durch den Exklusionsgrad, die Rivalität durch den Rivalitätsgrad. Der {\displaystyle Exklusionsgrad=0} bedeutet totale Nicht-Ausschließbarkeit, ein {\displaystyle Exklusionsgrad=1} entspricht der vollkommenen Ausschließbarkeit. Der Kombination von Ausschließbarkeit und Rivalität lassen sich dann folgende Güterarten zuordnen.
| Grad der Ausschließbarkeit vom Konsum | Grad der Rivalität in der Nutzung                                                                                           |
| ------------------------------------- | --- |
| vollkommene Ausschließbarkeit         | vollkommene Rivalität: private Güter partielle Rivalität: Klubgüter Nicht-Rivalität: vollkommen geschütztes Wissen          |
| partielle Nicht-Ausschließbarkeit     | vollkommene Rivalität: Gemeingüter partielle Rivalität: - Nicht-Rivalität: partiell geschütztes Wissen                      |
| Nicht-Ausschließbarkeit               | vollkommene Rivalität: Umwelt partielle Rivalität: öffentliche Güter mit Engpässen Nicht-Rivalität: reine öffentliche Güter |

Bei Gemeingütern besteht zwar Rivalität in der Verwendung, jedoch partielle Nicht-Ausschließbarkeit. Beispielsweise kann für die Fischerei in der Nordsee keine vollkommene Ausschließbarkeit gewährleistet werden, während hinsichtlich des Fischfangs eine Rivalität zwischen den Fischern besteht. Während im Umweltschutz bestimmte Grenzwerte für den Schadstoffausstoß zu beachten sind, besteht Rivalität zwischen den emittierenden Wirtschaftssubjekten, die aber nicht ausschließbar sind. 

## Wirtschaftliche Aspekte
Klubgüter (wie der Tennisplatz eines Vereins) zeichnen sich durch partielle Rivalität und vollkommene Ausschließbarkeit aus. Bei intensiver Nutzung gibt es Rivalität zwischen den Klubmitgliedern, Nichtmitglieder werden von der Benutzung ausgeschlossen. Öffentliche Güter mit Engpässen sind beispielsweise die Verkehrsnetze wie das Straßennetz. Ein Engpass kann in einer erhöhten Verkehrsdichte zur Hauptverkehrszeit bestehen. Allgemein können Verkehrsteilnehmer nicht von der Nutzung öffentlicher Straßen ausgeschlossen werden, doch besteht eine partielle Rivalität bei Verkehrsstaus. Das geschützte Wissen betrifft den durch Patente oder Urheberrechte bestehenden Rechtsschutz, der die Nutzung des Wissens zunächst dem Urheber allein zugesteht und Andere von der Nutzung ausschließt. 
Fehlende Ausschließbarkeit könnte aufgrund des Trittbrettfahrerproblems zu Marktversagen führen.